# Igor Ciel
Igor Ciel (13. dubna 1931, Rožňava – 4. července 2010, Bratislava) byl slovenský divadelní a televizní režisér, scenárista, herec a vysokoškolský pedagog.

## Životopis
Igor Ciel se narodil v Rožňavě, ale od dětství bydlel a studoval v Brezně. Na gymnáziu navštěvoval divadelní kroužek „Jána Chalupky“, kde se poprvé projevil jeho zájem o divadlo. V ochotnickém divadle působila jako herečka i jeho matka, která se mu v jeho divadelních začátcích snažila pomoci zdokonalit se.
Jeho zájem o divadlo přetrvával i nadále a tak si podal přihlášku na Vysokou školu múzických umění v Bratislavě na obor divadelní režie. Nebyl však přijat, a tak začal studovat na Univerzitě Komenského divadelní vědu a estetiku. Po studiu podal přihlášku znovu na VŠMU, kde byl na druhý pokus už přijat.
Hereckou tvorbu ho učil Andrej Bagar a režii Josef Budský. Igor Ciel na sebe upozornil režií hry Herba Tanka Tanková loď v Divadle mladých na Dunajské ulici. Později po doporučení pedagogů odešel na moskevský Státní institut divadelního umění – GITIS. Po návratu v roce 1955 dokončil obor spolu s Pavlem Hasprou a Oto Kaťušou. Po škole byl na krátkou dobu rozhlasovým hlasatelem. S vlastní režií začínal v divadle ve Zvoleně (1955–1959) a později v Nitře (1960–1966). S výjimkou žilinského Divadla Petra Jilemnického hostoval Igor Ciel ve všech mimobratislavských souborech. Po odchodu z Nitry v roce 1966 nastoupil jako režisér do Československé televize (ČST) v Bratislavě do hlavní redakce literárně-dramatického vysílání, kde se věnoval zejména přípravě adaptací slovenských, ale i světových autorů. Patřil k tvůrcům slavných a divácky oblíbených „bratislavských pondělků“. Ve svých dílech spolupracoval s významnými slovenskými herci a herečkami, jako například Vlado Müller, Jozef Kroner, Štefan Kvietik, Ladislav Chudík, Karol Machata, Michal Dočolomanský, Jozef Adamovič, Božidara Turzonovová, Zdena Studenková, Emília Vášáryová, Zdena Gruberová, Magda Paveleková, Kamila Magálová atd.
Igor Ciel je také znám tím, že pracoval téměř stále se stejným štábem. Jeho hlavním kameramanem byl Marián Minárik, hlavním kostymérem Milan Čorba, výtvarníkem Ladislav Hupka, hudebním skladatelem Jaromír Dlouhý a střihačem Ladislav Halama. Natočil více než sto čtyřicet titulů, kromě televizních filmů i seriály, inscenace i několik dokumentárních filmů. Do paměti diváků se však nejvíce zapsaly jeho seriály: Parížski mohykáni, Vivat Beňovský! (1975), Louis Pasteur (1977), Barbora Rösslová (1979). Igor Ciel byl i dlouholetým pedagogem na VŠMU. Na Divadelní fakultě působil od roku 1962, poté co byla na fakultě otevřena v roce 1974 Katedra televizní režie, stal se jejím vedoucím. Ve školním roce 1985/86 došlo k další změně a ústav se přetransformoval na Katedru filmové a televizní režie a Igora Ciela nahradil na postu vedoucího Stanislav Párnický. Ciel v roce 1981 na škole obhájil vědecko-pedagogický titul docent a koncem roku 1989 byl jmenován profesorem. V roce 1990 stál při formování Filmové a televizní fakulty VŠMU, kde začínal jako jediný profesor a několik let byl i její proděkanem. V 90. letech 20. století také působil v radě Slovenské televize a v roce 1993 byl i jejím předsedou. Na přelomu dvacátého a jednadvacátého století vyučoval i V Banské Bystrici na Akademii umění (1998–2003). Igor Ciel byl nejen režisérem a pedagogem, ale také hercem. Debutoval v roce 1958 v hraném filmu Posledný návrat v režii Františka Kudláčka. Později se také objevil ve několika divadelních hrách, jako například Rómeo a Júlia, Výstrel nik nepočul, Majitelia kľúčov.
Od roku 1956 byl ženatý s herečkou Alžbětou Poláčkovou, se kterou později i spolupracoval v některých divadelních hrách jako například Dom pani Bernardy, Nepriatelia, Hosť, ale také v některých televizních filmech jako Nenávisť, Oceliari, Toreador. Mají spolu dvě děti, Hanu a Martina. S Hanou, která studovala dramaturgii a scenáristiku na FAMU, také spolupracoval na tvorbě několika televizních filmů, jako například Magma, Predohra, Aj tak zajtra umriem. Syn Martin vystudoval filmovou a divadelní vědu na VŠMU v Bratislavě, kde dnes působí jako docent na Katedře audiovizuálních studií. Se svým otcem pomáhal v televizním filmu Stanislava Párnického z roku 2000, Ticho po búrke.
Igor Ciel podlehl těžké nemoci 4. července 2010.

## Charakteristika tvorby
V 60. letech 20. století převládala v jeho tvorbě zejména televizní inscenace, v 70. letech jsou to seriály, v 80. letech televizní filmy a v 90. letech se dostaly do popředí opět televizní inscenace. V jeho tvorbě převládají psychologická a sociální dramata, jako např. Jubelové deti (1980), Lúčenie (1988), komedie, jako Manželstvo na inzerát (1980), či Transplantácia slepého čreva (1983), detektivky jako Morská záhada (1969), Zabijak (1972), Dvojhlavý orol (1969), Vivat Beňovský! (1975), Barbora Rösellová (1979). Do jeho tvorby spadají však i filmy o druhé světové válce, jako například Hra bez lásky (1962), Siedmy zradníci (1971), Podivné okolnosti (1982). Charakteristické jsou pro něj adaptace děl i slovenských i zahraničních autorů a pohrávání si s jednotlivými adaptačními posuny. Natočil několik filmů z maďarskou tematikou, podle předloh maďarských spisovatelů, např. Ossa Sepia (1982), Vinníkove spomienky (1983) a dva filmy natočil i přímo v Maďarsku - A tévedés joga/Právo na omyl (1982) a Szonatina egy páváért/ Sonatína pre páva (1990). Jeho filmy jsou vypravovány většinou lineárně, případně s občasným využitím retrospektivy. Nepracoval příliš se symbolikou, ani metaforami, ale přesto lze v některých dílech cítit snahu o určitý filozofický přesah nebo také snahu o společenskou reflexi podanou satirickým způsobem, jako například v jeho starších divadelních hrách z 50. let Začalo sa v múzeu? (Veselé kádrovanie) (1956), či Nepokojná mladosť (1957).

## Divadelní hry
- Jarné vody (1954)
- Tri medvieďatká (1955)
- Vlajky na vežiach (1955)
- Letné nebo (1955)
- Panenské sľuby (1955)
- Friescovo prisahanie (1956)
- Domov je u nás (1956)
- Začalo sa v múzeu? (Veselé kádrovanie)
- Nepokojná mladosť (1957)
- Dom pani Bernardy (1957)
- Rómeo a Júlia (1958)
- Súhvezdie draka (1958)
- V tmavých horách pramene (1960)
- U nás taká obyčaj (1960)
- Hľadanie v oblakoch (1960)
- Nepriatelia (1961)
- Hosť (1961)
- Spievajúce Benátky (1962)
- Svadba sobášneho podvodníka (1962)
- Polnoc bude o päť minút (1962)
- Hamlet nemá pravdu (1962)
- Výstrel nik nepočul (1962)
- Vec Makropulos (1963)
- Biela zástava (1963)
- Idiotka (1964)
- Pohľad mosta (1965)
- Traja Mušketieri (1966)

## Televizní tvorba
- Hra bez lásky (1962)
- Toreador (1963)
- Čo fígeľ to groš (1963)
- Prípad Denzinger (1964)
- Ľoška zlodej (1965)
- Zuniaci krok (1965)
- Kráska a výlet (1966)
- Česť (1966)
- Mamka Pôstková (1966)
- V agónií (1966)
- Gangstri v našom mestečku (1966)
- Rázcestie (1967)
- Villon, Spor o básnika (1967)
- Zhasnuté slnko (1967)
- Žena (1967)
- Koniec a začiatok (1968)
- Opatrná voľba (1968)
- Predposledné dni (1968)
- Čas nevinných (1968)
- Traja z 9. Poschodia: Marta (1969)
- Traja z 9. Poschodia: Emil (1969)
- Traja z 9. Poschodia: Karol (1969)
- Inferno (1969)
- Morská záhada (1969)
- 87. revír (1970)
- Prvý boj (1970)
- Parížsky mohykáni (1971)
- Dvaja (1971)
- Krompašská zbúra (1971)
- Siedmy z radnice (1971)
- Hovoríš len o láske (1971)
- Zabijak (1972)
- Hej, vy tam (1972)
- Piesne a verše pre múdrych i bláznov (1972)
- Inšpektor sa vracia (1972)
- Koho si vybral vrah (1974)
- Vivat Beňovský ! (1975)
- Oceliari (1976)
- Louis Pasteur (1977)
- Počúvajme slnko (1977)
- Vražda na 31. Poschodí (1977)
- Priateľka mojej dcéry (1977)
- Päť dní do rozsudku (1978)
- Barbora Rösellová (1979)
- Ruy Blas (1979)
- Katka (1979)
- Dvadsaťtisíc v koši (1980)
- Príčina katastrofy náhodná (1980)
- Patálie s kamerou (1980)
- Manželstvo na inzerát (1980)
- Hodina zažíhania sviec (1980)
- Táto malá zem (1980)
- Jubelové deti (1980)
- Plesové šaty (1981)
- Nemilovaný (1981)
- Stena (1981)
- Syn človeka (1981)
- Bodka v zemi (1981)
- Ossa Sepia (1982)
- A tévedés joga (Právo na omyl) (1982)
- Predohra v mol (1982)
- Podivné okolnosti (1982)
- Matka (1982)
- Kozubovci (1983)
- Vinníkove spomienky (1983)
- Živý musia žiť alebo Červené víno víťazstva (1983)
- Transplantácia slepého čreva (1983)
- Magma (1984)
- Priateľská služba (1984)
- Mat na dvadsať ťahov (1984)
- Snopy v piesku (1985)
- Ulička stratených snov (1985)
- A ak zajtra umriem (1985)
- Okná dokorán: Jastrabík (1985)
- Okná dokorán: Janitárovci (1986)
- Vec svedomia (1986)
- Predohra (1987)
- V poslednej chvíli (1987)
- Kto ste, Jozef Gabčík? (1987)
- Lúčenie (1988)
- Žolík (1988)
- Okná dokorán: Smeč (1988)
- Okná dokorán: Brzdný systém (1988)
- Muž na správnom mieste (1988)
- Okná dokorán: Aj stromy potrebujú lekárov (1989)
- Modrá katedrála (1989)
- Mohyla nad ničím (1989)
- Júlia (1990)
- Posmrtné svedectvo (1990)
- Szonatina egy páváért (Sonatína pre páva)(1990)
- Dve Anny (1990)
- Simon a Clotilde (1991)
- Štekot (1991)
- Večer v trojke (1992)
- Pokus (1992)
- Štúdio Dialóg alebo Dialóg v štúdiu: Paródia na štúdio Dialóg (1992)
- Naša Gitka, neviniatka (1993)
- Medzihra (1995)
- Večerná chvíľa neskorej jesene (1996)

## Dokumentární filmy
- Toreador, film o Mexiku (1963)
- Výber z diel Jána Kollára. Slávy dcéra (1966)
- Koniec cesty (1969)
- Výber zo Štúrovej poézie. Básne (1972)
- Návšteva pod rovníkom (1975)
- Stretnutie s národným umelcom Viliamom Záborským (1982)
- Stretnutie s národným umelcom Ladislavom Chudíkom (1983)
- Stretnutie s herečkou Emíliou Vášáryovou (1984)
- Máte doma alergika? (1996)

## Herecké role
- Posledný návrat (1958)
- Skryté pramene (1966)
- Nero na slobode (1971)
- Výmyselníci: Dobrý skutok (1972)
- Hľadači (1977)
- Haló, Mami ! (1984)